# Visoça
Visoça – wieś położona w północnej części Albanii w gminie Bytyç. Wieś znajduje się 103 kilometrów od stolicy państwa, Tirany.

## Demografia
Według spisu ludności z 1989 roku we wsi Visoça mieszkało 557 mieszkańców.